# 條紋擬花鮨
條紋擬花鮨，又稱條紋擬花鱸，為輻鰭魚綱鱸形目鱸亞目鮨科的其中一種，分布於西太平洋地區，于紅海、東非至澳洲大堡礁、日本南部海域都能见到，棲息深度20-150公尺，體長可達21公分，生活在海草生長的礁石區，為底棲性魚類，屬肉食性，生活習性不明。

## 擴展閱讀
維基物種上的相關：條紋擬花鮨